# コンパクト作用素
数学の一分野函数解析学においてコンパクト作用素（コンパクトさようそ、英語: compact operator）とは、バナッハ空間 X から別のバナッハ空間 Y への線型作用素 L であって、X の任意の有界集合を Y の相対コンパクト集合へ写すようなもののことを言う。このような作用素は有界作用素、つまり連続写像でなければならない。
有界作用素 L で階数が有限なものは全てコンパクト作用素である。実際、無限次元空間上のコンパクト作用素のクラスは階数有限な作用素のクラスの自然な一般化である。X = Y がヒルベルト空間であるとき、任意のコンパクト作用素は有限階作用素の極限として得られる。したがってコンパクト作用素のクラスを有限階作用素のクラスの作用素ノルムに関する閉包として定義することもできる。このこと（近似特性 AP）が一般のバナッハ空間においても正しいかどうかということは長年未解決の問題であったが、エンフロによって反例が与えられ否定的に解決された。
コンパクト作用素の理論の始まりは、積分方程式の理論の中にあり、そこでは積分作用素がそのような作用素の具体的な例を与える。典型的なフレドホルム方程式は函数空間上のコンパクト作用素 K を生じ、このときのコンパクト性は同程度連続性によって示される。有限階作用素による近似法はそのような方程式の数値解法の基礎である。抽象的なフレドホルム作用素の概念はこの関連性からくるものである。

## 同値な定式化
有界作用素 T がコンパクトであるための必要十分条件は、以下の条件のいずれか（したがってすべて）を満足することである。
- X における単位球体の T による像が Y において相対コンパクトである。
- X における任意の有界集合の T による像が Y において相対コンパクトである。
- X における任意の有界集合の T による像が Y において全有界である。
- 0 の近傍 U ⊂ X とコンパクト集合 V ⊂ Y で T(U) ⊂ V を満たすものが存在する。
- X における単位球体内の任意の列 (xn)n∈N に対し、列 (Txn)n∈N はコーシー列を成す部分列を含む。

## 重要な性質
以下、X, Y, Z, W はバナッハ空間であるとし、B(X, Y) を X から Y への有界作用素全体が作用素ノルムに関して成すバナッハ空間、K(X, Y) を X から Y へのコンパクト作用素全体の成す空間、B(X) = B(X, X), K(X) = K(X, X), idX は X 上の恒等作用素とする。
- K(X, Y) は B(X, Y) の閉部分空間である。Tn (n ∈ N) をバナッハ空間から別のバナッハ空間へのコンパクト作用素の列とし、 Tn が作用素ノルムに関して T へ収束するものと仮定すると、T は再びコンパクトである。
- 作用素の合成に関して{\displaystyle \mathrm {B} (Y,Z)\circ \mathrm {K} (X,Y)\circ \mathrm {B} (W,X)\subseteq \mathrm {K} (W,Z)} が成立する。特に K(X) は B(X) の両側作用素イデアルを成す。
- idX は X が有限次元であるとき、かつそのときに限りコンパクトである。
- 任意の T ∈ K(X) に対し idX − T は指数 0 のフレドホルム作用素である。特に、im(idX − T) は閉である。これはコンパクト作用素のスペクトル特性の発展において本質的である。この性質と、M, N がバナッハ空間の部分空間で、M が閉、N が有限次元のとき M + N もまた閉となるという事実との類似性を指摘するものもいる。

## 積分方程式論
コンパクト作用素の重要な性質に (λK + I)u = f の形の線型方程式の解の存在性が有限次元の場合におけると同様に振舞うことを主張するフレドホルムの交代定理がある。これによりフリジェシュ・リース (1918) によるコンパクト作用素のスペクトル理論が従う。これによれば、無限次元バナッハ空間上のコンパクト作用素 K は、0 を含む C の有限部分集合かあるいは集積点のみからなる C の可算無限集合のいずれかをスペクトル集合に持つことが示される。さらにいえば、いずれの場合においてもスペクトル集合の非零元は K の重複度有限なる固有値である（つまり、任意の複素数 λ ≠ 0 について K − λI の核は有限次元）。
コンパクト作用素の重要な例に、ゴルディング不等式とラックス-ミルグラムの定理に並ぶソボレフ空間のコンパクト埋め込みがあり、楕円型境界値問題をフレドホルム積分方程式に読み替えることができて、そのときに解の存在性とスペクトル特性はコンパクト作用素の理論から従う。特に、有界領域上の楕円型境界値問題は無限に多くの孤立した固有値を持つ。ひとつの帰結として、剛体は固有値によって与えられる孤立した周波数でのみ振動し、任意に高い振動周波数が常に存在することがわかる。
バナッハ空間からそれ自身へのコンパクト作用素全体は、その空間上の有界作用素全体の成す多元環の両側イデアルを成す。実際、ヒルベルト空間上のコンパクト作用素全体は極大イデアルを成し、それによる商多元環（カルキン代数と呼ばれる）は単純環である。

## ヒルベルト空間上のコンパクト作用素
ヒルベルト空間上のコンパクト作用素を次のように定義することもできる。ヒルベルト空間 H 上の作用素 T: H → H がコンパクトであるとは T が
{\displaystyle T=\sum _{n=1}^{N}\lambda _{n}\langle f_{n},\bullet \rangle g_{n}}
の形に表せることをいう。ここで、1 ≤ N ≤ ∞ であり、f1, ..., fN および g1, ..., , gN は（必ずしも完全でない）正規直交系とする。このとき、λ1, ..., λN はその作用素の特異値と呼ばれる正数列である。特異値は 0 においてのみ集積することができる。また、括弧 <•, •> はヒルベルト空間上の内積で、右辺の和は作用素ノルムに関して収束する。
コンパクト作用素のクラスの重要な部分類にトレース類や核作用素のクラスがある。

## 完全連続作用素
X, Y をバナッハ空間とする。有界線型作用素 T: X → Y が完全連続 (completely continuous) であるとは、X からの任意の弱収束列 (xn) に対し、列 (Txn) が Y においてノルム収束するときにいう(Conway 1985, §VI.3)。バナッハ空間上のコンパクト作用素はつねに完全連続である。逆に、X が回帰的バナッハ空間（反射的バナッハ空間とも）であるならば任意の完全連続作用素 T: X → Y がコンパクトになる。

## 例
- 固定された g ∈ C([0, 1]; R) に対し、線型作用素 T を{\displaystyle (Tf)(x)=\int _{0}^{x}f(t)g(t)\,dt}によって定義することができる。この作用素 T はアスコリの定理により実際にコンパクトになる。
- もっと一般に、Ω を Rn の任意の領域とし、積分核 k: Ω × Ω → R をヒルベルト-シュミット核とすると、{\displaystyle (Tf)(x)=\int _{\Omega }k(x,y)f(y)\,dy}によって定義される L2(Ω; R) 上の作用素 T がはコンパクト作用素である。
- リースの補題によれば、恒等作用素がコンパクトであることと空間が有限次元であることとは同値である。